# Farkas Ferenc (színművész)
Farkas Ferenc; Fort (Budapest, 1879. február 14. – Rákosszentmihály, 1933. október 27.) magyar színész, színházigazgató.

## Életútja
1899-ben végezte el Rákosi Szidi színiiskoláját. A Magyar Színházban lépett fel először vizsgaelőadáson a Kertészleány című operettben. 1900-tól 1904-ig felváltva a Magyar Színház és Pesti Ihász Lajos szabadkai színigazgató társulatának tagja volt. Tenor, bonviván és szerelmes szerepeket játszott. 1902-ben a Kolozsvári Magyar Királyi Ferenc József Tudományegyetemen a Magyar színészet közigazgatásáról írt értekezésével államtudományi oklevelet szerzett, beutazta tanulmányozás végett egész Európát és utazásairól több színházi vonatkozású cikket írt. Ezután elvégezte az egyetem bölcsészeti fakultását is.
1905-ben a felvidéki színikerület igazgatóvá választotta és a Felvidék városaiban: Igló, Lőcse, Késmárk, Liptószentmiklós, Turócszentmárton stb. jól megszervezett társulatával eredményes kultúrmunkát végzett. 1906-ban elnyerte a szabadkai városi színház igazgatását. Színigazgatói működésének és egyben a szabadkai színészet történetének erre az időre esnek legragyogóbb napjai. A kerület városaiban: Baja, Szentes, Kiskunhalas, Mohács stb. is szerepelt társulata. 1909-ben felavatta a szentesi Tóth József Színházat. 1909-ben egy havi vendégjátékra elvitte társulatát Szarajevóba, ahol a társulatnak nagy sikerekben és ünnepeltetésben volt része. 1911-ben a budapesti Royal Orfeum főrendezője lett.
1914-ben mint hadnagy vonult be és mint százados tért vissza, és újra részt vett a színészeti közügyekben. 1920-ban az újpesti Blaha Lujza Színház főrendezője lett. Ez évben tanára lett Rákosi Szidi színésziskolájának is, ahol jeles gárdát nevelt a magyar színészetnek. 1922-ben a budapesti Blaha Lujza Színháznál működött mint főrendező. 1928-ban gyűjteményes kötetben adta ki összegyűjtött magyar nótáit. A Schöpflin Aladár-féle Magyar színművészeti lexikonnak is munkatársa volt. Halálát agyvérzés okozta.

## Családja
Apja Fort Sándor építőművész, anyja Hischa Mária. 1907. június 22-én Budapesten, az Erzsébetvárosban feleségül vette Szalontay Ferike (Slamenik Franciska) színésznőt. Fia Fort Ferenc (Szabadka, 1908. március 8. – Budapest, 1964. július 5.) mérnök.